# 雪印食品
雪印食品（ゆきじるししょくひん）は、かつて存在した雪印乳業系列の食品メーカー。
2001年、牛海綿状脳症（BSE）対策の補助金制度を幹部ら約9名が悪用して牛肉産地を偽装し、補助金を不正に詐取した「雪印牛肉偽装事件」が翌2002年に取引先の社長により告発され、同年廃業した。

## 歴史
1950年の創業当初は、北海道札幌市東区苗穂町の雪印乳業札幌本社内に本社を置いた。その後、札幌市東区本町1条9丁目へ本社を移転。さらに東京へ本社機能を移転し、東京都中央区日本橋茅場町2丁目に本社を置いた。札証および東証2部（現在のスタンダード市場）に上場していた。
ハム・ソーセージなどの食肉製品やジャム、パン粉、うどん、ポテトチップスなどを製造・販売し、平和堂やオークワをはじめとするスーパーマーケットなどでも同社のハム・ソーセージなども陳列していた。ただし、雪印食品が工場を持っていたのは食肉製品部門だけで、ジャムは兵庫興農、ポテトチップスは川越コニーフードのように他社からのOEMだった。
2001年10月に牛海綿状脳症（BSE、いわゆる狂牛病）対策を悪用して牛肉産地を偽装し、補助金を詐取した雪印牛肉偽装事件を起こしたことが、翌2002年1月に取引先社長からの告発により発覚。その事件が親会社である雪印乳業の食中毒事件と時期的に重なったこともあり、会社の信用を失い再建を断念、2002年4月に廃業、解散。2005年8月12日付で清算結了し、法人として消滅した。
雪印食品の解散後、一部商品については日本アクセスがプライベートブランド商品として継承している。一方、関連会社であった東北雪印食品株式会社（岩手県花巻市）は県と県内畜産家の元で再建して雪印グループから独立し、銀河フーズ株式会社として再設立。雪印食品で扱っていた「切れ目入り おべんとうウインナー」、および「チーズでるウインナー」「カレーでるウインナー」（後の「チーズでるソーセージ」「カレーでるソーセージ」）など一部商品が同社のブランドとしてそのまま移管された。
ペクチンなどの増粘安定剤を扱う部門は、日商岩井（現在の双日）の出資によりユニテックフーズ株式会社として独立した。
北海道勇払郡早来町（現在の安平町）にあった雪印食品北海道工場は、2002年に「ほくさん」が前身で元は北海道に本社があった産業ガスメーカーのエア・ウォーター（大阪市中央区）のグループ会社である冷凍食品メーカー「春雪さぶーる」に引き継がれたが、2021年10月に実施されたエア・ウォーターの事業再編に伴い、エア･ウォーターアグリ&フーズの子会社である「大山春雪さぶーる」へ再度引き継がれた。
テレビ朝日・東映制作の『スーパー戦隊シリーズ』のキャラクター食品（ソーセージ・ウインナー）については『電撃戦隊チェンジマン』から『百獣戦隊ガオレンジャー』まで扱ってきたが、会社解散に伴い『忍風戦隊ハリケンジャー』以降はプリマハムに商標権等を移管した。
かつて東京本社であった建物は、味噌製造販売会社のハナマルキが所有している。

## 年表
- 1950年（昭和25年）12月：雪印乳業株式会社の食肉部門を分社し雪印食品工業株式会社を設立[3]。
- 1957年（昭和32年）4月：株式会社相模屋商会（現株式会社アンデス[4]）の製造部門を分社化しアンデスハム株式会社（初代）[注 1]が設立[6][7]。
- 1970年（昭和45年）8月1日：雪印食品工業株式会社とアンデスハム株式会社が、雪印食品工業株式会社を存続会社として合併し、雪印アンデス食品株式会社[注 2]に商号変更[6][7]。
- 1976年（昭和51年）8月2日：雪印アンデス食品株式会社が雪印食品株式会社へ商号変更。
- 2001年（平成13年）
  - 10月：BSE問題の救済策として、農林水産省の国産牛肉買い上げ事業が開始（詳細はBSE問題#日本のBSE問題を参照）。
- 2002年（平成14年）
  - 1月23日：取引先の西宮冷蔵からの告発により雪印牛肉偽装事件が発覚。
  - 3月30日：牛肉偽装発覚により、雪印食品は経営再建を断念し会社清算を決定、同日付で営業を終了。
  - 4月30日：同日付で雪印食品が会社解散[2]。
  - 5月10日：雪印食品の本部長らが詐欺罪容疑で逮捕される。
  - 5月：フジチクが北陸雪印ハム株式会社（石川県小松市）を買収し、同社石川工場として稼動開始。豚の枝肉処理を行う[9]。
  - 6月 - フジチクが道南雪印食肉株式会社（北海道茅部郡森町）を買収し、同社函館工場として稼動開始。牛の屠畜処理を行う[9]。
- 2005年（平成17年）8月：法人清算結了[2]。

## 過去の製品
伸縮型のメニューにつき[表示]を押すと表示可能。
- 雪印ハム
- 雪印生ハム
- 雪印骨付きハム
- 雪印アンディ
- 雪印ラックスハムスライス
- 雪印ベーコンスライス
- 雪印クリアパックうす切りロース
- 雪印ゴールデンブラウン
- 雪印切れ目入り おべんとうウインナー
- 雪印チーズでるウインナー
- 雪印カレーでるウインナー
- 雪印オッフェンマイスター
- 雪印ライスコロッケ
- 雪印吟味素材豚角煮
- 雪印究極の豚角煮
- 雪印お肉屋さんのビーフシチュー
- 雪印牛カルビ焼
- 雪印生ハムピザ
- 雪印備長炭直火手焼きやきとりシリーズ
- 雪印黒毛和牛シリーズ
- 雪印コンビーフ
- 雪印コンビーフカロリー1/2
- 雪印ニューコンビーフ
- 雪印茶漬の味
- 雪印スーパー戦隊シリーズソーセージ
- 雪印スーパー戦隊シリーズウインナー
  - 電撃戦隊チェンジマン
  - 超新星フラッシュマン
  - 光戦隊マスクマン
  - 超獣戦隊ライブマン
  - 高速戦隊ターボレンジャー
  - 地球戦隊ファイブマン
  - 鳥人戦隊ジェットマン
  - 恐竜戦隊ジュウレンジャー
  - 五星戦隊ダイレンジャー
  - 忍者戦隊カクレンジャー
  - 超力戦隊オーレンジャー
  - 激走戦隊カーレンジャー
  - 電磁戦隊メガレンジャー
  - 星獣戦隊ギンガマン
  - 救急戦隊ゴーゴーファイブ
  - 未来戦隊タイムレンジャー
  - 百獣戦隊ガオレンジャー
- 雪印ウルトラマンソーセージ
- 雪印魔法の天使クリィミーマミソーセージ
- 雪印魔法の妖精ペルシャソーセージ
- 雪印魔法のスターマジカルエミソーセージ
- 雪印魔法のアイドルパステルユーミソーセージ
- 雪印花の魔法使いマリーベルソーセージ
- 雪印きかんしゃトーマスとなかまたちソーセージ
- 雪印ハローキティソーセージ
- 雪印マイメロディミルク味ソーセージ
- 雪印のらくろクンソーセージ
- 雪印ひみつの花園ソーセージ
- 雪印ゴジラスティックソーセージ
- 雪印ミクロマンソーセージ
- 雪印デジモンアドベンチャー02ソーセージ
- 雪印ポテトチップ（バター風）
- 雪印ポテトチップ（チーズ風味）
- 雪印Newコーヒー
- 雪印マイルドブレンドコーヒー
- 雪印炭火焼珈琲
- 雪印ザ･ブレンドコーヒースーパーブレンド/カフェ･オレ
- 雪印鉄ドリンク
- 雪印オレンジエード
- 雪印フルーツ王国
- 雪印とろける果実
- 雪印レモンスカッシュ
- 雪印サワーホワイト
- 雪印コーン牛乳
- 雪印烏龍茶
- 雪印野草健茶
- 雪印レモンティー
- ゲータレード
- 雪印ゆであずき
- 雪印お鍋の後の雑炊
- 雪印つぶだくさんぜんざい
- 雪印ホットケーキミックス2P
- 雪印キャラメルクリームケーキM
- 雪印コーヒープリンミックス
- 雪印レアチーズケーキミックス
- 雪印チョコレートケーキミックス
- 雪印チーズ蒸しケーキミックス
- 雪印ブルーベリーチーズタルトM
- 雪印牛乳プリンミックス
- 雪印コーヒー牛乳プリンミックス
- 雪印いちご牛乳プリンミックス
- 雪印スパート
- 雪印りんご酢はちみつドリンク
- 雪印いちごジャム
- 雪印つぶジャム
- 雪印フルーツミックスジャム
- 雪印女性にうれしいジャム
- 雪印オレンジマーマレード
- 雪印ストロベリージャムCH
- 雪印グランベリージャム1/2
- 雪印ドールジャム
- 雪印ドールパイナップルジャム
- 雪印ドールアロエミックスジャム
- 雪印ブルーベリージャムハーフ
- 雪印Tスプレットペペロンチーノ
- 雪印Tスブレットジェノベーゼ
- 雪印ピーナッツクリーム
- 雪印チョコレートクリーム
- 雪印甘さひかえめピーナッツCH
- 雪印甘さひかえめ粒ピーナッツCH
- 雪印デリタイムクラムチャウダー
- 雪印Ca&βウエハース
- 雪印蒟蒻ゼリー
- 雪印ナイスバディダイエット
- 雪印体脂肪ダイエット
- 雪印フローズンヨーグルトミックス
- 雪印生パン粉細目
- 雪印パン粉焙焼式ミックス
- 雪印パン粉
- カネウン焼鳥ナン骨串20本入
- カネウン焼とり50本入
- カネウン焼鳥モモ串50本入
- カネウン焼鳥つくね50本入
- カネウン焼鳥皮串50本入
- カネウン牛肩ローススライス
- カネウン豚肩ローススライス
- カネウン豚こま切米国産
- カネウン牛サイコロステーキ米国産
- カネウン牛ロースステーキ米国産
- カネウン牛カルビ米国産
- カネウン牛角切り米国産
- カネウン若鳥ササミ中国産
- カネウン若鳥砂肝米国産
- カネウン若鳥モモカット中国産
- カネウン若鳥ムネ正肉米国産
- カネウン若鳥ムネ正肉中国産
- カネウン豚バラスライス米国産
- カネウン豚ロースカット米国産

他、多数